# Frome Town FC
Frome Town FC (celým názvem: Frome Town Football Club) je anglický fotbalový klub, který sídlí ve městě Frome v nemetropolitním hrabství Somerset. Založen byl v roce 1904. Od sezóny 2018/19 hraje v Southern Football League Premier Division South (7. nejvyšší soutěž). Klubové barvy jsou červená a bílá.
Své domácí zápasy odehrává na Special Effect Stadium s kapacitou 3 000 diváků.

## Získané trofeje
- Somerset Premier Cup ( 4× )
  - 1966/67, 1968/69, 1982/83, 2008/09
- Somerset Senior Cup ( 3× )
  - 1932/33, 1933/34, 1950/51

## Úspěchy v domácích pohárech
Zdroj: 
- FA Cup
  - 1. kolo: 1954/55
- FA Trophy
  - 2. kolo: 1984/85
- FA Vase
  - Čtvrtfinále: 2004/05

## Umístění v jednotlivých sezonách
Stručný přehled
Zdroj: 
- 1919–1922: Western Football League (Division Two)
- 1924–1925: Western Football League
- 1925–1927: Western Football League (Division Two)
- 1927–1939: Western Football League (Division Two)
- 1946–1947: Western Football League (Division One)
- 1947–1955: Western Football League (Division Two)
- 1955–1959: Western Football League (Division One)
- 1959–1960: Western Football League (Division Two)
- 1960–1976: Western Football League
- 1976–1996: Western Football League (Premier Division)
- 1996–2002: Western Football League (Division One)
- 2002–2009: Western Football League (Premier Division)
- 2009–2011: Southern Football League (Division One South & West)
- 2011–2018: Southern Football League (Premier Division)
- 2018–2019: Southern Football League (Premier Division South)

Jednotlivé ročníky
Zdroj: 
Legenda: Z - zápasy, V - výhry, R - remízy, P - porážky, VG - vstřelené góly, OG - obdržené góly, +/- - rozdíl skóre, B - body, červené podbarvení - sestup, zelené podbarvení - postup, fialové podbarvení - reorganizace, změna skupiny či soutěže
| Sezóny  | Liga                                                 | Úroveň | Z  | V  | R  | P  | VG | OG | +/- | B  | Pozice |
| ------- | ---------------------------------------------------- | ------ | -- | -- | -- | -- | -- | -- | --- | -- | ------ |
| 2011/12 | Southern Football League (Division One South & West) | 8      | 42 | 20 | 15 | 7  | 68 | 44 | +24 | 75 | 6.     |
| 2010/11 | Southern Football League (Division One South & West) | 8      | 40 | 24 | 7  | 9  | 77 | 31 | +46 | 79 | 4.     |
| 2011/12 | Southern Football League (Premier Division)          | 7      | 42 | 12 | 16 | 14 | 44 | 49 | -5  | 52 | 12.    |
| 2012/13 | Southern Football League (Premier Division)          | 7      | 42 | 11 | 12 | 19 | 40 | 55 | -15 | 45 | 18.    |
| 2013/14 | Southern Football League (Premier Division)          | 7      | 44 | 16 | 9  | 19 | 63 | 74 | -11 | 47 | 14.    |
| 2014/15 | Southern Football League (Premier Division)          | 7      | 44 | 10 | 11 | 23 | 49 | 80 | -31 | 41 | 20.    |
| 2015/16 | Southern Football League (Premier Division)          | 7      | 46 | 14 | 16 | 16 | 51 | 73 | -22 | 58 | 16.    |
| 2016/17 | Southern Football League (Premier Division)          | 7      | 46 | 20 | 14 | 12 | 80 | 67 | +13 | 74 | 8.     |
| 2017/18 | Southern Football League (Premier Division)          | 7      | 46 | 18 | 7  | 21 | 78 | 96 | -18 | 61 | 13.    |
| 2018/19 | Southern Football League (Premier Division South)    | 7      | 42 | 11 | 4  | 27 | 45 | 74 | -29 | 37 | 21.    |